# Vodnjan
Vodnjan (Vodnjan és el nom croat; en vènet és Dignàn, en italià, Dignano d'Istria) és una ciutat croata de 3.406 habitants (2001) situada a 10 km al nord de Pula, a la península d'Ístria. El terme municipal té 102 km² i 5.651 habitants (2001), i comprèn els nuclis de Vodnjan, Galižana, Peroj, Barbariga i Gajana. Una de les principals atraccions turístiques de Vodnjan és l'església de Sant Blai (sv. Blaža), construïda a cavall dels segles xviii i xix copiant l'església veneciana de Sant Pietro in Castello (dissenyada per Andrea Palladio).

## Història
Després de la conquesta romana el segle ii aC, el territori al voltant de Pula fou dividit en villa, colònies agrícoles, una de les quals (o una agregació d'aquestes) formà un territori anomenat Vicus Attinianum, que anà creixent sota la dominació romana. La caiguda de l'Imperi Romà tingué poques conseqüències a la ciutat, ja que amb els ostrogots i els romans d'Orient la vil·la conegué una època d'or. Al 788, Carlemany ocupà la península, i hi implantà el sistema feudal. Attinianum va aparèixer posteriorment en un document de l'any 932, quan les ciutats d'Ístria es comprometeren a "donar àmfores de bon vi" al Dux Pietro Candiano de Venècia a canvi de protecció. El 1209, els vescomtes de Pula cediren la ciutat (Antinianus, Adignanis o Adignano) al patriarca d'Aquileia (en aquells moments, Patriarca d'Ístria). Pels voltants del 1330, i traient partit de les lluites entre els patriarques i els venecians, set veïnats (Vodnjan, Mednjan, Guran, Sveti Kirin, Mandriol, Sveti Mihovil od Banjola i Sveti Lovro) decidiren unir-se i formar un únic municipi, en el lloc on era Vodnjan. En el 1492, la ciutat decidí dotar-se d'un Estatut, que testimonià la llengua, els usos i costums i el dret consuetudinari del poble.
Amb la caiguda de Venècia, el 1797, la ciutat fou ocupada pels austríacs i el 1800 fou annexada, novament, a Pula. Després de passar per mans franceses (1805-1813), austríaques (1814-1918) i italianes (1918-1945), el tractat de París del 1947 donà l'administració de Vodnjan a la República Federal Popular de Iugoslàvia. Separada Croàcia de Iugoslàvia el 1991, el govern croata concedí a la ciutat la municipalitat el 1993, incloent-hi els termes de Galižana, Peroj, Barbariga i Gajana.

## Actualitat
En el nucli històric, la ciutat ha preservat el seu característic caire medieval, amb carrers estrets i tortuosos, empedrats de còdols, amb cases amb façanes de pedra, marcades per diversos estils -gòtic, Renaixement venecià, barroc- i moltes esglésies riques en art i en història. A banda de la ja esmentada església de Sant Blai, també es pot destacar l'església de Sant Jaume (sv. Jakoba o San Giacomo delle Trisiere), a la ciutat vella. És l'església parroquial més antiga de la ciutat (d'abans del 1212), i ha estat testimoni de fets de tanta rellevància històrica com el tractat de pau signat amb Pula el 1331 i la redacció de l'Estatut del 1492.
La gran Plaça de la Gent, en el centre de la ciutat, ocupa el lloc on hauria estat situat un castell, construït probablement entre els segles IV i v, i enderrocat el 1808. La plaça està envoltada per edificis importants, com l'Ajuntament d'estil neo-gòtic, les cases Benussi i Bembo i el palau de Bradamante.

## Economia
Les principals activitats econòmiques són l'agricultura (vinyes i oliveres), la ramaderia i el turisme. Hom celebra una festa Bumbar a l'agost, basada en els costums populars. Una fira ramadera d'abast istrià té lloc cada primer dissabte de mes.